# Powrót syna marnotrawnego (obraz Guercina z Wiednia)
Powrót syna marnotrawnego (wł. Ritorno del figliol prodigo) – obraz olejny na płótnie włoskiego malarza barokowego Giovanniego Francesco Barbieriego zwanego Guercinem z 1619 roku, znajdujący się w zbiorach Muzeum Historii Sztuki w Wiedniu.
Na namalowanym w 1619 roku na płótnie obrazie Guercino przedstawił scenę znaną z ewangelicznej Przypowieści o synu marnotrawnym.
Artysta użył ciemnej kolorystyki. Jest to jeden z jego wczesnych obrazów. Kompozycja jest asymetryczna, a niespokojne światło rozbija się o poruszające się postacie.
Obraz zamówił kard. Jacopo Serra z Ferrary w 1619 roku. Obecnie obraz stanowi element kolekcji Muzeum Historii Sztuki w Wiedniu.